# 春日森春木
春日森 春木（かすがもり はるき、1977年9月7日 - ）は、日本の男性アニメーター、アニメ監督。北海道岩見沢市出身。

## 人物・経歴
立命館大学法学部卒業後、立命館大学大学院法学研究科に入学。2002年、サン・アド入社。プロダクションマネージャーを経験した後、アニメ版『猫ラーメン』でテレビアニメデビュー。
2006年、DLEに入社、蛙男商会作品のアシスタントや多くのショートアニメを制作した。
2008年よりフリーランスとして活動中。主に短編ギャグアニメを手がけている。
2016年・2017年東京国際アニメアワードフェスティバル「コンペティション部門短編アニメーション」一次選考委員。
2020年〜　三鷹市インディーズアニメフェスタゲスト審査員
2025年　あにめのたね2025 選定委員。

## 参加作品
2007年
- 猫ラーメン（#1,#7,#12 各話監督・脚本・演出・作画）
- ちょボット☆ちょボット（監督・脚本・演出・作画）

2008年
- プープーキッズ（監督・脚本・演出・作画・CV）
- 本マグロトロ太郎（演出・アニメ制作）
- バイキンくん（音響監督）
- あやまるアニマル（監督・演出・作画）
- ちゃんちゃらおかP音頭（共同監督・演出・作画）

2009年
- 猫ラーメン〜俺の醤油味〜（#1,#4,#8,#13 各話監督・脚本・演出・作画）
- 地獄甲子園（監督・脚本・演出・音響監督・作画）
- 珍遊記 -太郎とゆかいな仲間たち-（監督・脚本・演出・音響監督・作画）
- 家電クンフー（監督・脚本・演出・音響監督・作画）

2010年
- ケツ犬（監督・脚本・演出・アニメ制作）

2011年
- 30歳の保健体育（演出・絵コンテ）

2012年
- NARUTO -ナルト- SD ロック・リーの青春フルパワー忍伝（絵コンテ）
- 3番いってきまぁ〜す（アニメーション監督・演出・音響監督・キャラクターデザイン・作画・撮影・CV）

2013年
- 小野坂・小西のO+K 2.5次元アニメーション（監督・演出・絵コンテ・アニメーション）
- にゅるにゅる!!KAKUSENくん（監督・演出・音響監督）
- 世界行ってみてるヒトはホントはこんなヒトだった?!（監督・脚本・演出・撮影・作画監督・キャラクターデザイン）
- ぷちます! -プチ・アイドルマスター-（絵コンテ・撮影）
- よってこ てんてこ め江戸かふぇ（グレン役CV）
- DD北斗の拳（アイデア・絵コンテ）
- 花のずんだ丸（絵コンテ）
- 超ゼンマイロボ パトラッシュ（脚本）

2014年
- ケロロ 〜keroro〜（監督）

2015年
- 英国一家、日本を食べる（演出・脚本）
- NARUTO疾風伝（ED絵コンテ・演出・撮影）
- DD北斗の拳2 イチゴ味+（アイデア・絵コンテ）

2016年
- カミワザ・ワンダプロミンず（演出・コンテ）
- LIFE!アニメ（監督）
- 91Days ミニキャラアニメ「91Daze」（監督）
- ザックリTV（監督）

2017年
- ルナたん 〜1万年のひみつ〜（監督・絵コンテ・演出・撮影監督・編集）
- おじゃる丸（絵コンテ）
- ひとり暮らしの小学生（監督）
- ディアホライゾン（被）（監督）

2018年
- テイルズおぶホームルーム（監督）
- ようこそジャパリパーク（監督・脚本・動画・撮影・編集）

2019年
- むかしケイバなし（監督・脚本）

2021年
- ドラゴン、家を買う。（監督・絵コンテ・演出・編集）

2022年
- ちいかわ（絵コンテ）
- きよねこっ（コンテ）

2023年
- 川越ボーイズ・シング（絵コンテ・演出）
- 七つの大罪 黙示録の四騎士（2023年 - 2024年、絵コンテ・演出）

2024年
- アストロノオト（監督・絵コンテ・演出）
- 殿と犬（監督）

2025年
- ぷにるんず ぷに3（監督・絵コンテ・テーマソング絵コンテ）

## CM作品
- Yahoo!きっずTVCM
- リイド社TVCM
- コミックフラッパーTVCM
- TVアニメ30歳の保健体育TVCM
- ひかり味噌 無添加円熟こうじみそTVCM アニメーション